# ميشيل كارون (مغني فرنسي)
ميشيل كارون (بالفرنسية: Michel Caron)‏ هو مغني فرنسي، ولد في 29 أبريل 1929 في سيفر في فرنسا، وتوفي في 3 سبتمبر 2001.

## روابط خارجية
- ميشيل كارون على موقع أول ميوزيك (الإنجليزية)